# Pleurodema marmoratum
Pleurodema marmoratum är en groddjursart som först beskrevs av Duméril och Gabriel Bibron 1840.  Pleurodema marmoratum ingår i släktet Pleurodema och familjen Leiuperidae. IUCN kategoriserar arten globalt som livskraftig. Inga underarter finns listade i Catalogue of Life.